# تریل (آیووا)
تریل (به انگلیسی: Terril) شهری در ایالت آیووا کشور ایالات متحده آمریکا است که جمعیت آن در سرشماری سال ۲۰۱۰ میلادی، ۳۶۷ نفر بوده‌است.